# Geradsalmler
Die Geradsalmler (Citharinoidei) sind eine Unterordnung der Salmlerartigen (Characiformes). Alle Vertreter der Gruppe leben in Süßgewässern des tropischen Afrika südlich der Sahara sowie im Nil. Die Unterordnung besteht aus zwei Familien, die Eigentlichen Geradsalmler (Citharinidae) mit 3 Gattungen und 8 Arten und die Distichodontidae mit 17 Gattungen und über 100 Arten.

## Merkmale
Geradsalmler können sehr hochrückig und seitlich stark abgeflacht sein aber auch einen spindelförmigen, sehr langgestreckten Körper haben. Viele Arten sind kleiner als 20 cm, andere können einen halben Meter oder bis zu 80 cm lang werden. Der deutsche Name Geradsalmler verweist auf die geradlinige Seitenlinie, ein Merkmal das alle Angehörigen der Unterordnung teilen. Weitere gemeinsame Merkmale der Geradsalmler sind die tief gegabelte Schwanzflosse, die relativ vielen Bauchflossenstrahlen, die zweihöckerigen Zähne, der autogene Neuralbogen des vierten Wirbels und die zusammengewachse zweite und dritte Postcleithra (Knochen im Schultergürtel). Alle Geradsalmler haben eine Fettflosse und alle, bis auf die Vertreter der Gattung Citharinus, haben Kammschuppen.
Geradsalmler sind in den meisten Fällen Schwarmfische, wenige einzelgängerische Lauerjäger, die versteckt in der Vegetation leben. 

## Systematik
Die Geradsalmler sind eine von zwei Unterordnungen der Salmlerartigen (Characiformes). Die zweite sind die wesentlich artenreicheren Characoidei, die in Afrika, Süd- und Mittelamerika vorkommen.
Ob es sich bei den Salmlerartigen tatsächlich um ein Monophylum handelt, also um eine systematische Einheit, die den letzten gemeinsamen Vorfahren und alle seine Nachfahren enthält, wurde in Letzter Zeit in Frage gestellt. Mehreren Studien zufolge ist die Unterordnung Characoidei die Schwestergruppe der Welsartigen (Siluriformes), also näher mit diesen verwandt als mit der Unterordnung Citharinoidei. Letztere ist die Schwestergruppe der von Characoidei und Siluriformes gebildeten Klade.